# Wiesław Oleksy
Wiesław Oleksy (ur. 17 lipca 1926 w Nowym Sączu, zm. 25 listopada 2007 w Łomży) – polski prawnik, prezydent Nowego Sącza w latach 1975–1981.

## Życiorys
Urodził się 17 lipca 1926 roku w Nowym Sączu. Ukończył prawo na Uniwersytecie Jagiellońskim. Od 1952 roku zasiadał w prezydium Miejskiej Rady Narodowej. W latach 1964–1968 był sekretarzem prezydium MRN. Następnie piastował stanowisko sekretarza Komitetu Miejskiego PZPR. Od 22 września 1970 roku do maja 1972 roku pełnił stanowisko sekretarza organizacyjnego Komitetu powiatowego. Był również członkiem PRN i działaczem klubu sportowego „Sandecja”. Od 6 czerwca 1975 był członkiem Wojewódzkiej Komisji Kontroli Partyjnej. Od 1975 do 1981 roku był prezydentem miasta Nowego Sącza. Pracował także na stanowisku przewodniczącego Miejskiej Komisji Planowania oraz był dyrektorem Biura Powiatowej Rady Narodowej. W 1984 roku wyjechał z Nowego Sącza do Łomży. Tam pracował w różnych instytucjach m.in. w Izbie Skarbowej. Zmarł 25 listopada 2007 roku w Łomży.